# Rafaelle Souza
Rafaelle Leone Carvalho Souza (Cipó, 18 de junho de 1991) é uma futebolista profissional brasileira que atua como zagueira. Atualmente, joga no  Orlando Pride, e na Seleção Brasileira de Futebol Feminino.

## Biografia
Nascida em Cipó, pequena cidade no interior da Bahia, a 230 km de Salvador, Rafaelle é formada em Engenharia Civil pela Universidade do Mississippi, nos Estados Unidos.
Rafa cursou o Ensino Médio no Centro Federal de Educação Tecnológica da Bahia, uma das maiores escolas de ensino médio da cidade. Enquanto integrou a equipe de futebol da escola de 2007 a 2010, sua equipe conquistou o Campeonato Baiano todos os anos, parte de títulos consecutivos de 2001 a 2012.

## Carreira

### São Francisco do Conde
Rafaelle começou no futsal e após se destacar, recebeu o convite para atuar no São Francisco do Conde, clube tradicional no futebol feminino, onde disputou a Copa do Brasil aos 15 anos, seu primeiro campeonato nacional.

### Ole Miss Rebels
O impacto de Rafaelle em Oxford foi quase imediato. Em seu primeiro ano (2011), comandou a equipe com 9 gols, 7 assistências e 25 pontos em 16 jogos disputados (14 como titular). O ano de 2012 foi o verdadeiro começo de sua trajetória, já que foi titular em todos os 22 jogos e liderou a SEC em gols com 13 gols e 33 pontos. Ela foi uma seleção All-SEC Second Team e NSCAA All-South 1st Team Selection.
Rafaelle Souza ostenta uma longa lista de elogios. Ela é contribuiu a levar os Rebels de volta ao topo da conferência e foi parte integrante do programa por três anos. Ela se tornou a líder de todos os tempos no Ole Miss em gols na carreira (44) e pontos (108) após suas três temporadas, e ainda é a segunda de todos os tempos em ambas as categorias. Já em seu último ano, Souza empatou em primeiro lugar na SEC em gols e liderou em pontos. Ela também ficou em terceiro lugar nacional em gols e segundo em pontos com 50. Toda a equipe também prosperou sob sua liderança, já que os Rebels chegaram a uma temporada de 16 vitórias, a maior da história do programa, e avançaram da primeira rodada apenas pela segunda vez.

### Houston Dash
Em janeiro de 2014, Rafaelle Souza foi contratada pela franquia Houston Dash na segunda rodada, décima no geral, do NWSL College Draft.. Ela fez sua estreia como substituta em 20 de abril em uma vitória fora de casa contra o Boston Breakers.

### Changchun Zhuoyue
Rafaelle assinou com Changchun Zhuoyue, da Superliga Feminina Chinesa, em 2016. Os termos dos acordos não foram divulgados.

### Palmeiras
Em abril de 2021, foi emprestado ao Palmeiras.

### Arsenal
Em 18 de janeiro de 2022, o Arsenal anunciou a contratação de Rafaelle.
| “                                 | Me sinto muito bem por estar aqui e estar jogando em uma liga tão forte e competitiva. Sinto que, quando decidi vir para cá, estava à procura de um clube onde pudesse mostrar o meu futebol, mostrar as minhas capacidades e estar no centro do mundo. | ” |
| — Rafaelle falando ao Arsenal.com | |   |

Rafaelle jogou 21 vezes na WSL pelos Gunners, formando uma parceria fundamental com Leah Williamson no centro da defesa. Ela desempenhou um papel fundamental na vitória do Arsenal na Copa Conti sobre o Chelsea no início desta temporada, com sua cabeçada na volta do intervalo desviada por Niamh Charles. Raffaelle ajudou ao Arsenal  com a classificação para a Liga dos Campeões garantida.

### Orlando Pride
Em 3 de julho de 2023, o Orlando Pride, dos Estados Unidos, anunciou a contratação de Rafaelle Souza com contrato assinado até o final de 2025.

## Seleção Brasileira
Pela Seleção Brasileira de Futebol Feminino, Rafaelle disputou a Copa do Mundo de Futebol Feminino de 2015, mas acabou caindo nas oitavas de final pela Seleção Australiana. Foi, ainda, medalhista de ouro nos Jogos Pan-Americanos de 2015, em Toronto, no Canadá.
Rafaelle fez parte do elenco da Seleção Brasileira nas Olimpíadas de 2016, no Rio de Janeiro, terminado no 4º lugar.

## Estilo de jogo
Tem como característica principal a boa saída de bola e a eficácia nos desarmes. Rafaelle originalmente atuava como lateral-esquerda, depois passou a atuar como meia-atacante. Atualmente joga na zaga, mas pode também jogar mais avançada.

## Títulos
- Copa América Feminina: 2018